# 豊山町
豊山町（とよやまちょう）は、愛知県の西部に位置し、西春日井郡に属する町。
名古屋市の北側に隣接している。愛知県内で最も面積が小さい自治体である。町の面積6.18km2のうち、約1.80km2を県営名古屋空港（通称・小牧空港）の敷地が占める。

## 地理

### 地形

#### 河川

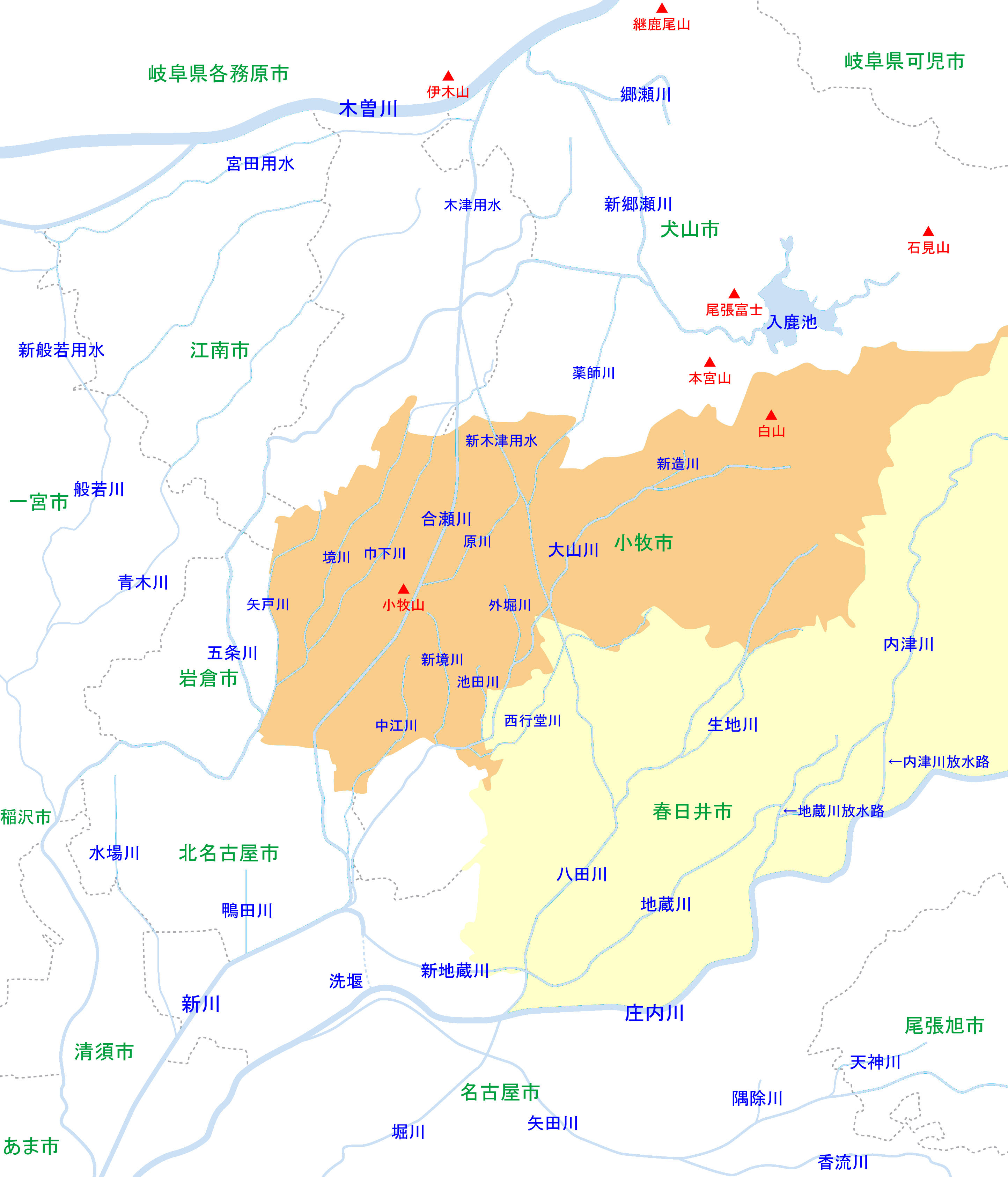
小牧市・春日井市周辺河川の位置関係図

主な川
- 大山川
- 久田良木川
- 新境川

### 町内の大字
- 豊場（旧豊場村）
- 青山（旧青山村）

### 人口分布
| |                                        |  |
| 豊山町と全国の年齢別人口分布（2005年） | 豊山町の年齢・男女別人口分布（2005年） |  |
| ■紫色 ― 豊山町 ■緑色 ― 日本全国 | ■青色 ― 男性 ■赤色 ― 女性              |  |
| 豊山町（に相当する地域）の人口の推移 \| 1970年（昭和45年） \| 11,005人 \| \| \| 1975年（昭和50年） \| 13,876人 \| \| \| 1980年（昭和55年） \| 13,693人 \| \| \| 1985年（昭和60年） \| 13,791人 \| \| \| 1990年（平成2年） \| 13,213人 \| \| \| 1995年（平成7年） \| 13,513人 \| \| \| 2000年（平成12年） \| 13,001人 \| \| \| 2005年（平成17年） \| 13,565人 \| \| \| 2010年（平成22年） \| 14,405人 \| \| \| 2015年（平成27年） \| 15,177人 \| \| \| 2020年（令和2年） \| 15,613人 \| \| |                                        |  |
| 総務省統計局 国勢調査より |                                        |  |
| 1970年（昭和45年） | 11,005人                               |  |
| 1975年（昭和50年） | 13,876人                               |  |
| 1980年（昭和55年） | 13,693人                               |  |
| 1985年（昭和60年） | 13,791人                               |  |
| 1990年（平成2年） | 13,213人                               |  |
| 1995年（平成7年） | 13,513人                               |  |
| 2000年（平成12年） | 13,001人                               |  |
| 2005年（平成17年） | 13,565人                               |  |
| 2010年（平成22年） | 14,405人                               |  |
| 2015年（平成27年） | 15,177人                               |  |
| 2020年（令和2年） | 15,613人                               |  |

### 隣接している自治体・行政区
愛知県
- 名古屋市（北区）
- 春日井市
- 小牧市
- 北名古屋市

## 歴史

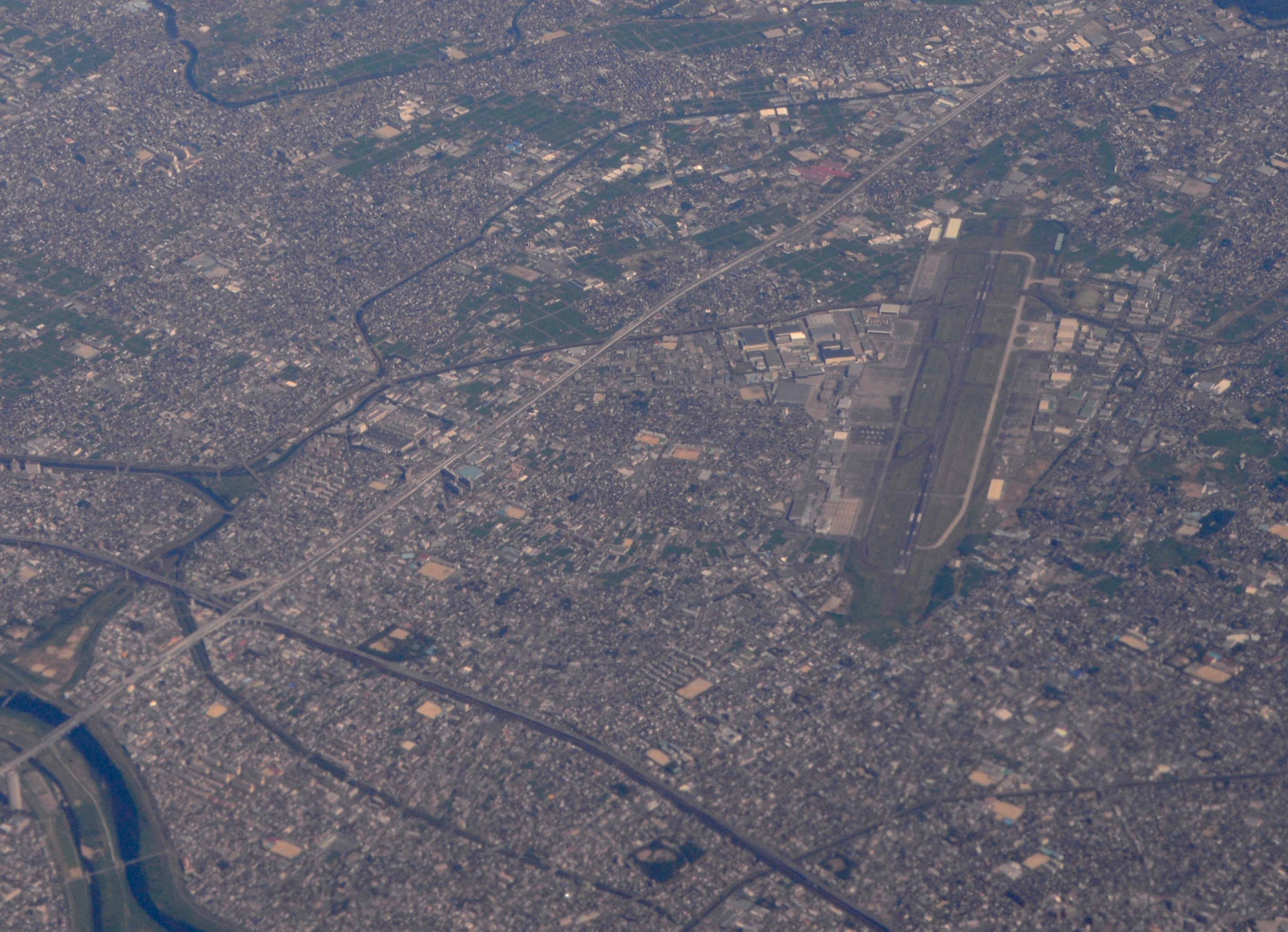
豊山町の空中写真（2019年8月撮影）

### 沿革
- 1906年 - 豊場村・青山村が合併し、「豊山村」になる。
- 1972年 - 町制施行。

## 行政

### 町長
- 町長　服部正樹

### 西春日井郡内の市町村合併の動き
2005年（平成17年）7月7日に西枇杷島町・清洲町・新川町が合併して清須市が、また2006年（平成18年）3月20日には師勝町と西春町が合併して北名古屋市が誕生した。2009年（平成21年）10月1日に春日町も清須市へ編入されたことで、豊山町が西春日井郡を構成する唯一の自治体となった。また、春日町の消滅によって豊山町が愛知県内で面積最小の自治体となった。

## 議会

### 豊山町議会
- 定数：10人
- 任期：2023年5月1日 - 2027年4月30日
- 議長：坪井たかひと
- 副議長：岡島政信

### 愛知県議会
2019年愛知県議会議員選挙
- 選挙区：清須市、北名古屋市及び西春日井郡選挙区
- 定数：2人
- 投票日：2019年4月7日

| 候補者名 | 当落 | 年齢 | 党派名     | 新旧別 | 得票数 |
| -------- | ---- | ---- | ---------- | ------ | ------ |
| 水野富夫 | 当   | 69   | 自由民主党 | 現     | 無投票 |
| 安藤敏毅 | 当   | 61   | 立憲民主党 | 現     | 無投票 |

2015年愛知県議会議員選挙
- 選挙区：清須市、北名古屋市及び西春日井郡選挙区
- 定数：2人
- 投票日：2015年4月12日
- 当日有権者数：129,759人[2]
- 投票率：35.21％[2]

| 候補者名 | 当落 | 年齢 | 党派名     | 新旧別 | 得票数   |
| -------- | ---- | ---- | ---------- | ------ | -------- |
| 水野富夫 | 当   | 65   | 自由民主党 | 現     | 16,775票 |
| 安藤敏毅 | 当   | 57   | 民主党     | 現     | 14,119票 |
| 太田考則 | 落   | 47   | 無所属     | 新     | 9,221票  |
| 中川敦史 | 落   | 43   | 無所属     | 新     | 4,713票  |

### 衆議院
- 選挙区：愛知5区（名古屋市中村区、名古屋市中川区、清須市、北名古屋市、豊山町）
- 任期：2021年10月31日 - 2025年10月30日
- 投票日：2021年10月31日
- 当日有権者数：432,024人[3]
- 投票率：48.63％

| 当落 | 候補者名 | 年齢 | 所属党派     | 新旧別 | 得票数   | 重複 |
| ---- | -------- | ---- | ------------ | ------ | -------- | ---- |
| 当   | 神田憲次 | 58   | 自由民主党   | 前     | 84,320票 | ○    |
|      | 西川厚志 | 52   | 立憲民主党   | 新     | 74,995票 | ○    |
| 比当 | 岬麻紀   | 52   | 日本維新の会 | 新     | 45,540票 | ○    |

## 施設

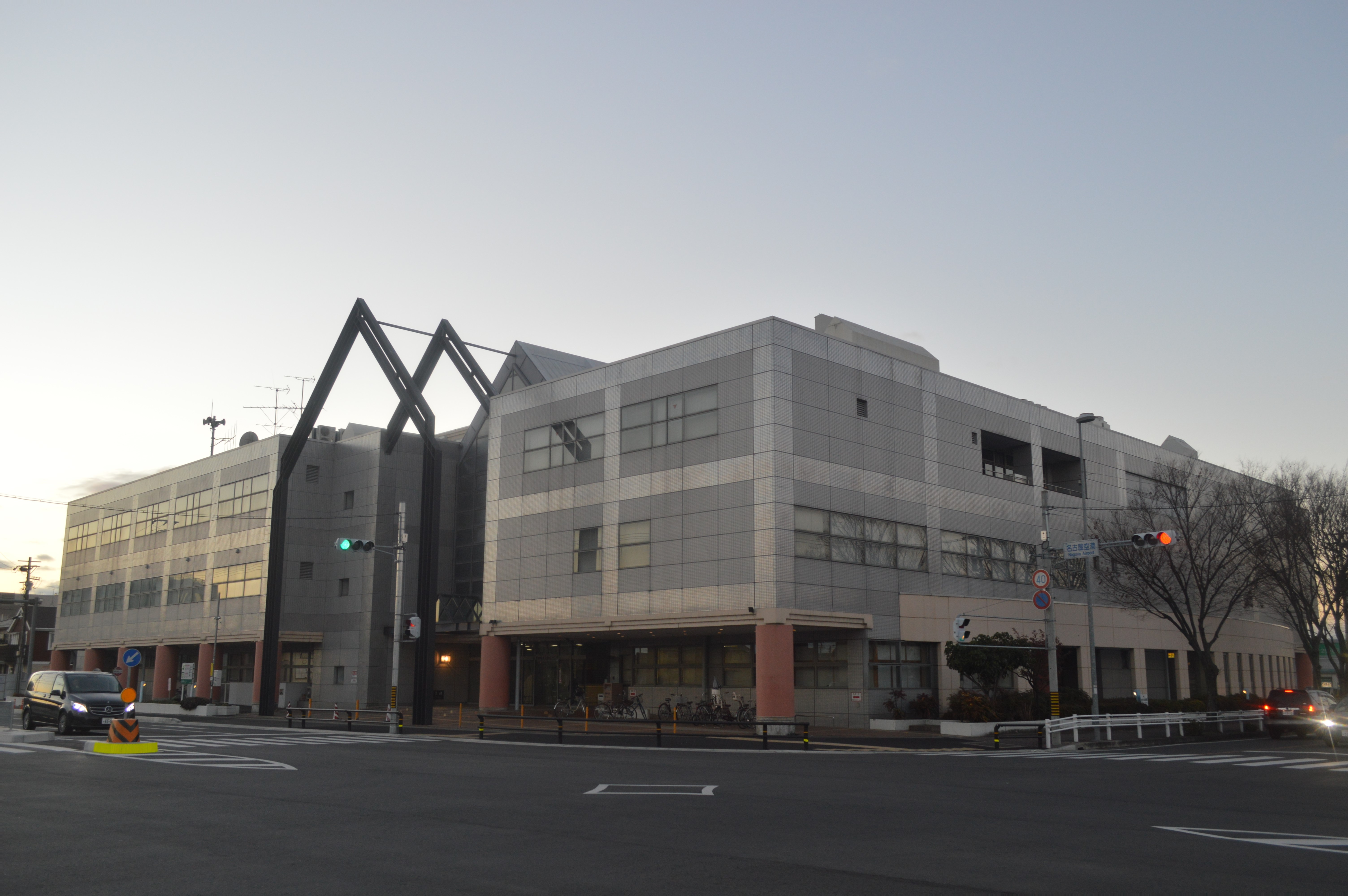
豊山町社会教育センター

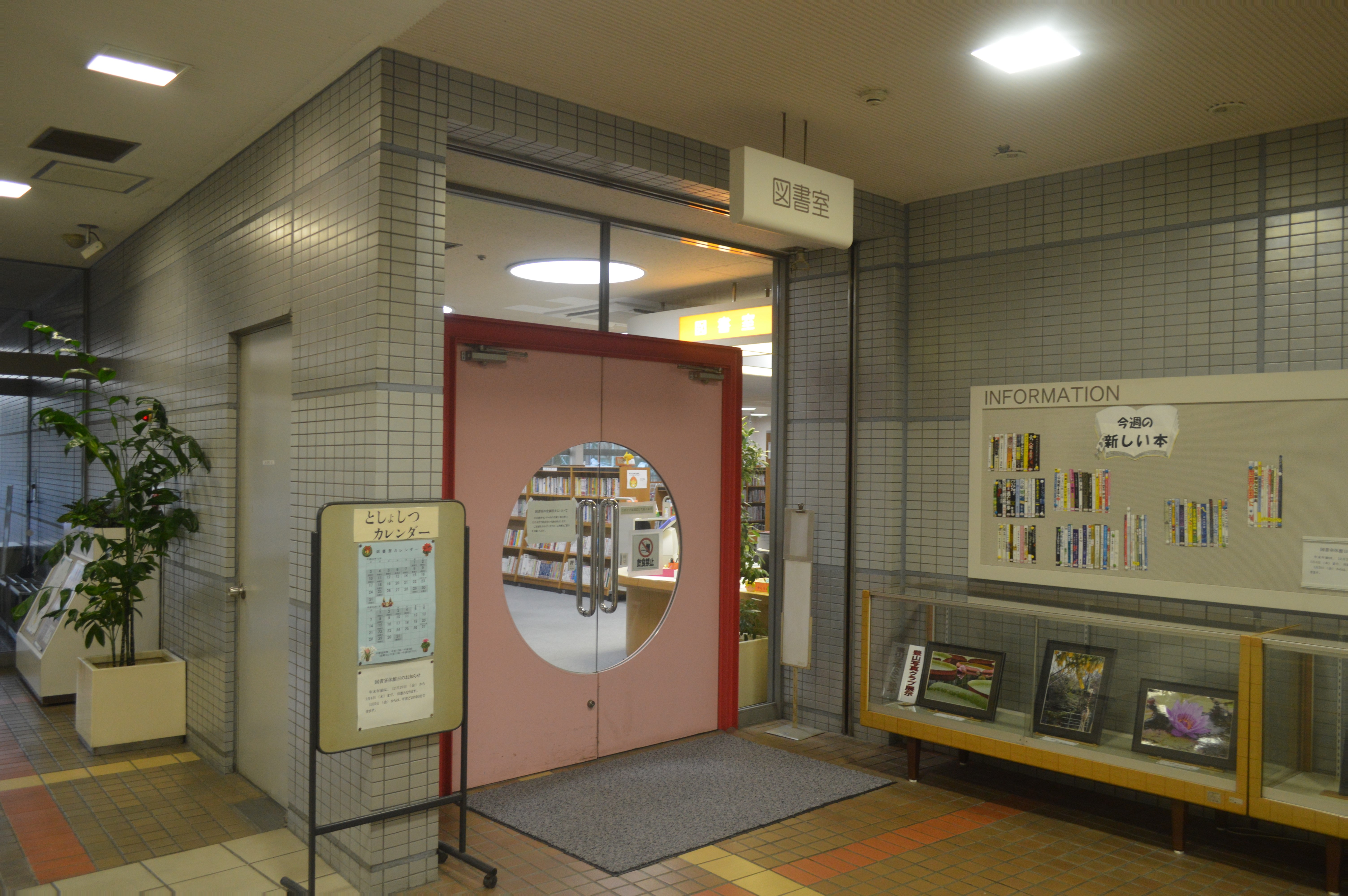
豊山町社会教育センター図書館

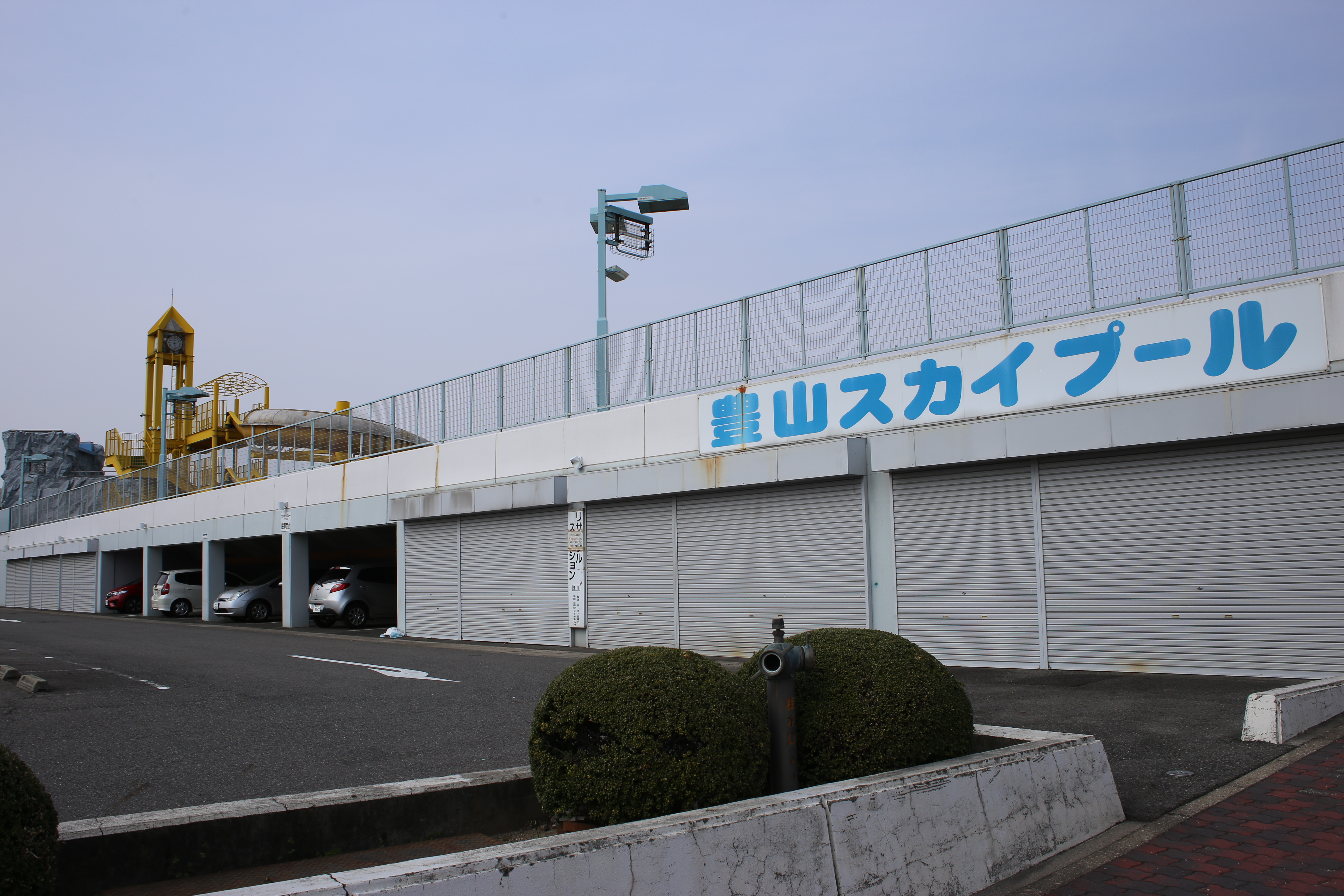
豊山スカイプール

### 警察
本部
- 愛知県警察 西枇杷島警察署

交番
- 豊山交番（西春日井郡豊山町大字豊場）

### 消防
本部
- 西春日井広域事務組合

### 郵便局
主な郵便局
- 豊山郵便局

郵便番号
郵便番号は以下の通りとなっている。2006年（平成18年）10月1日に変更された。
- 西春郵便局（北名古屋市）：481-00xx、481-85xx、481-86xx、481-87xx、480-02xx

### 図書館
- 豊山町社会教育センター図書館

### 文化施設
- 豊山町社会教育センター

### 運動施設
- 豊山町社会教育センター体育館
- 豊山グランド
- 豊山スカイプール（現在休業中であり服部町長が営業再開を公約としている。）

## 対外関係

### 姉妹都市・提携都市

#### 海外
姉妹都市
- グラント郡（アメリカ合衆国 ワシントン州）
2019年（令和元年）12月16日：姉妹都市提携[4]。

フレンドシップ相手国
- 2005年（平成17年）に開催された愛知万博で、愛知県内の市町村（名古屋市を除く）が120の万博公式参加国をそれぞれ「一市町村一国フレンドシップ事業」としてフレンドシップ相手国として迎え入れた。

。
- モロッコ王国

#### 国内
提携都市
- 阿智村（長野県下伊那郡）
2012年（平成24年）10月：友好交流都市提携。
- せたな町（北海道 檜山振興局 久遠郡）
2019年（令和元年）11月14日：友好交流都市提携[6]。

災害時相互応援協定
- 東松島市（宮城県）
2014年（平成26年）2月23日：災害時相互応援協定締結。

### 姉妹空港・提携空港
町内の一部にある県営名古屋空港は、アメリカ合衆国ワシントン州のモーゼスレイク市にあるグラント郡国際空港と姉妹空港提携をおこなっている。
| 都市名             | 国名･地域名                | 提携年月日                                              |
| ------------------ | -------------------------- | ------------------------------------------------------- |
| グラント郡国際空港 | アメリカ合衆国ワシントン州 | 2016年（平成28年）10月18日 県営名古屋空港と姉妹提携調印 |

## 経済

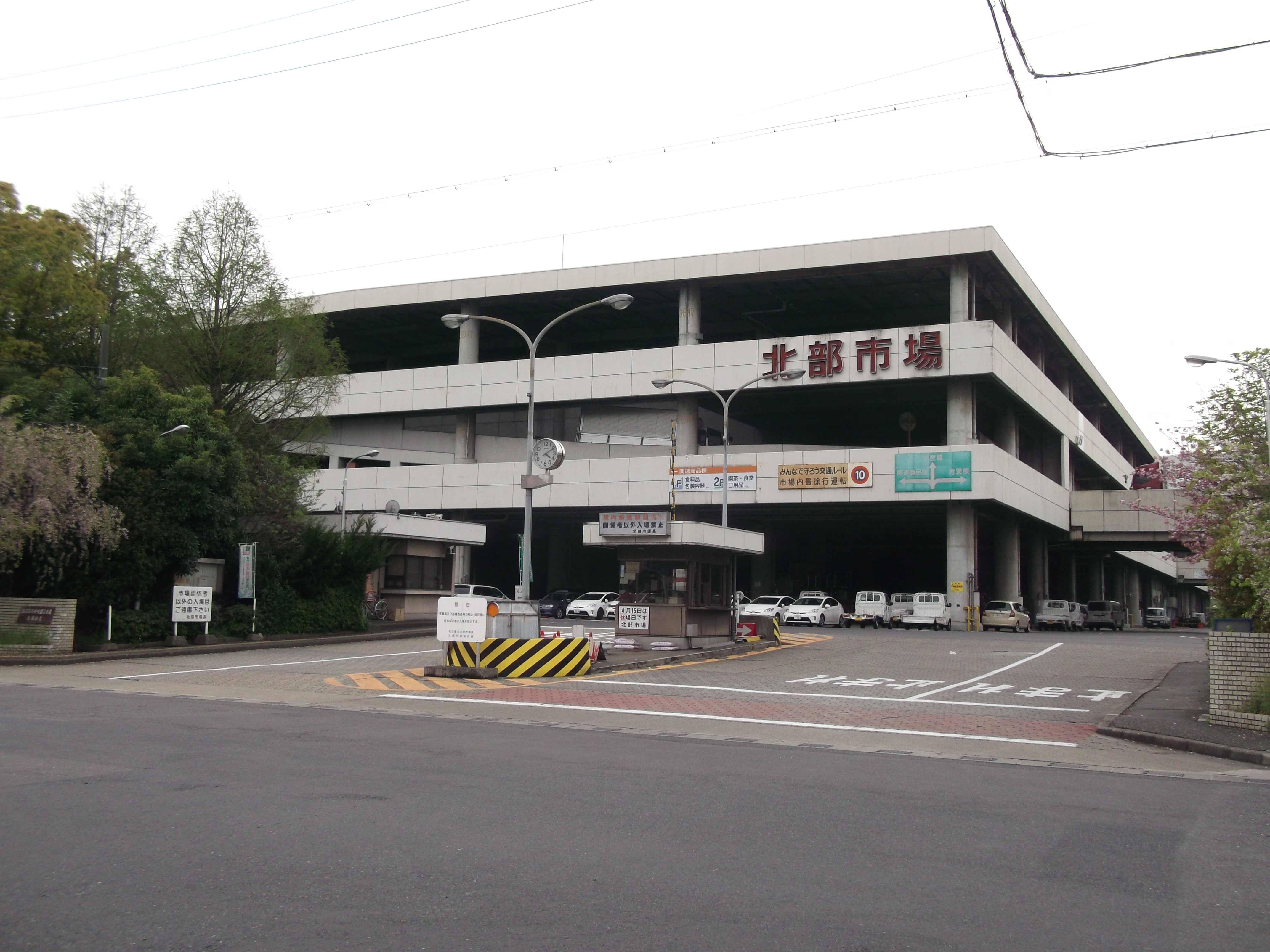
名古屋市中央卸売市場 北部市場

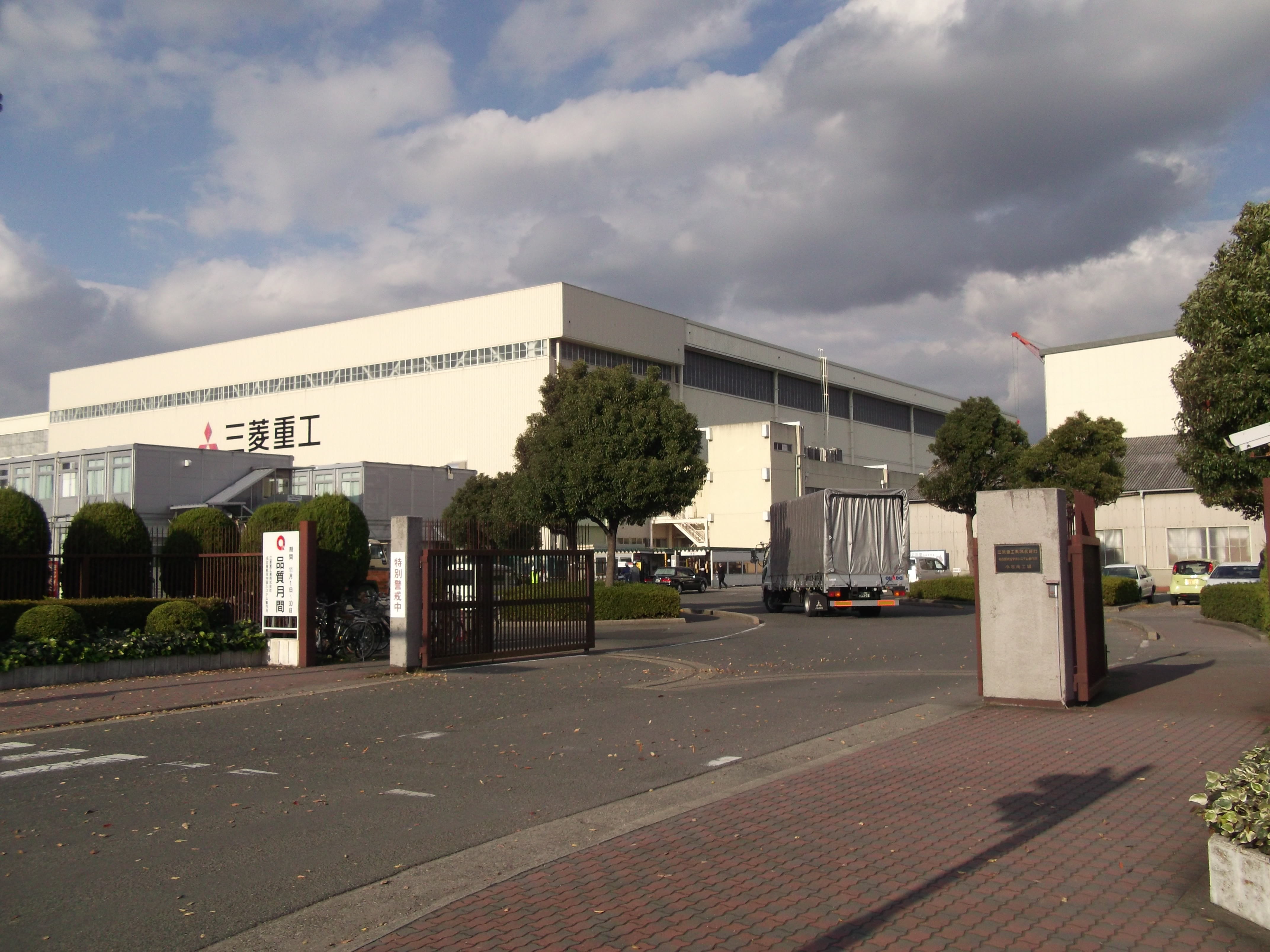
三菱重工名古屋航空宇宙産業システム製作所小牧南工場

### 第一次産業
- 名古屋市中央卸売市場：北部市場

### 第二次産業
製造業
- 三菱重工 - 名古屋航空宇宙システム製作所小牧南工場：国産ジェット旅客機Mitsubishi SpaceJet製造拠点

### 第三次産業
主な商業施設
- エアポートウォーク名古屋 - 2008年10月25日に開業した大型商業施設。
  - 紀伊國屋書店名古屋空港店 - 紀伊國屋書店としては名古屋市以外では愛知県初出店。
  - ミッドランドシネマ名古屋空港 - 中日本興業が運営する映画館（シネコン）。12スクリーン。
- ヨシヅヤ豊山テラス
  - ザ・ダイソー豊山テラス店
- トイザらス西春日井店
- 買取王国豊山店
- クリエイトエスディー豊山町店
- ケーズデンキ名古屋北店
- 西友豊山店
- HARD OFF名古屋空港通店

### 拠点を置く主要企業
- 日本通運 名古屋フォワーディング支店

## 教育

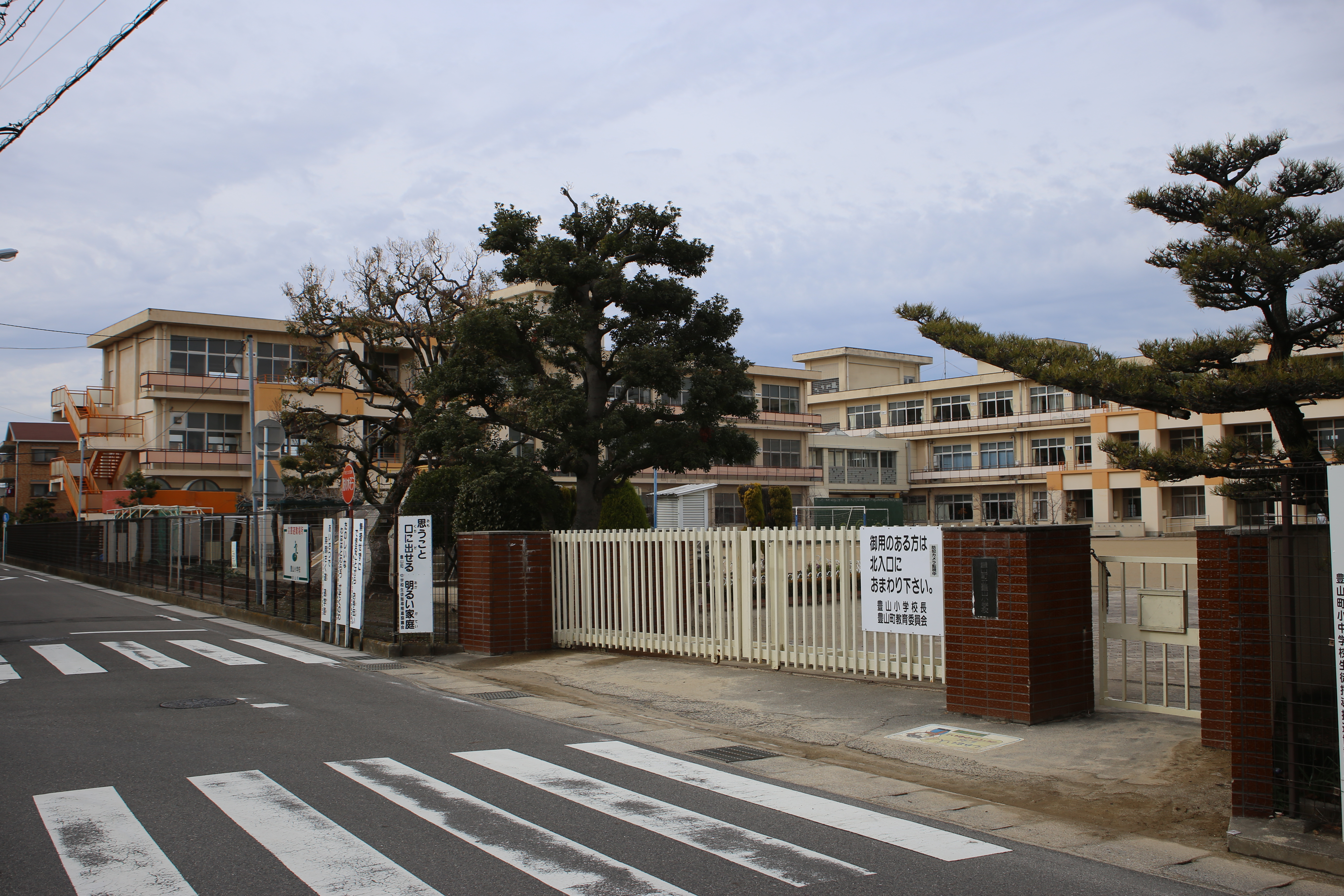
豊山町立豊山小学校

### 中学校
町立
- 豊山町立豊山中学校

### 小学校
町立
- 豊山町立豊山小学校
- 豊山町立志水小学校
- 豊山町立新栄小学校

## 生活基盤
本町の市外局番は小牧市や春日井市などと同じ0568（春日井MA）であるが、名古屋市中央卸売市場 北部市場では052（名古屋MA）が用いられている。
車検証の住所（使用者）が本町の自動車には、尾張小牧ナンバーが交付される。

## 交通

### 空港
県営名古屋空港（通称：小牧空港）

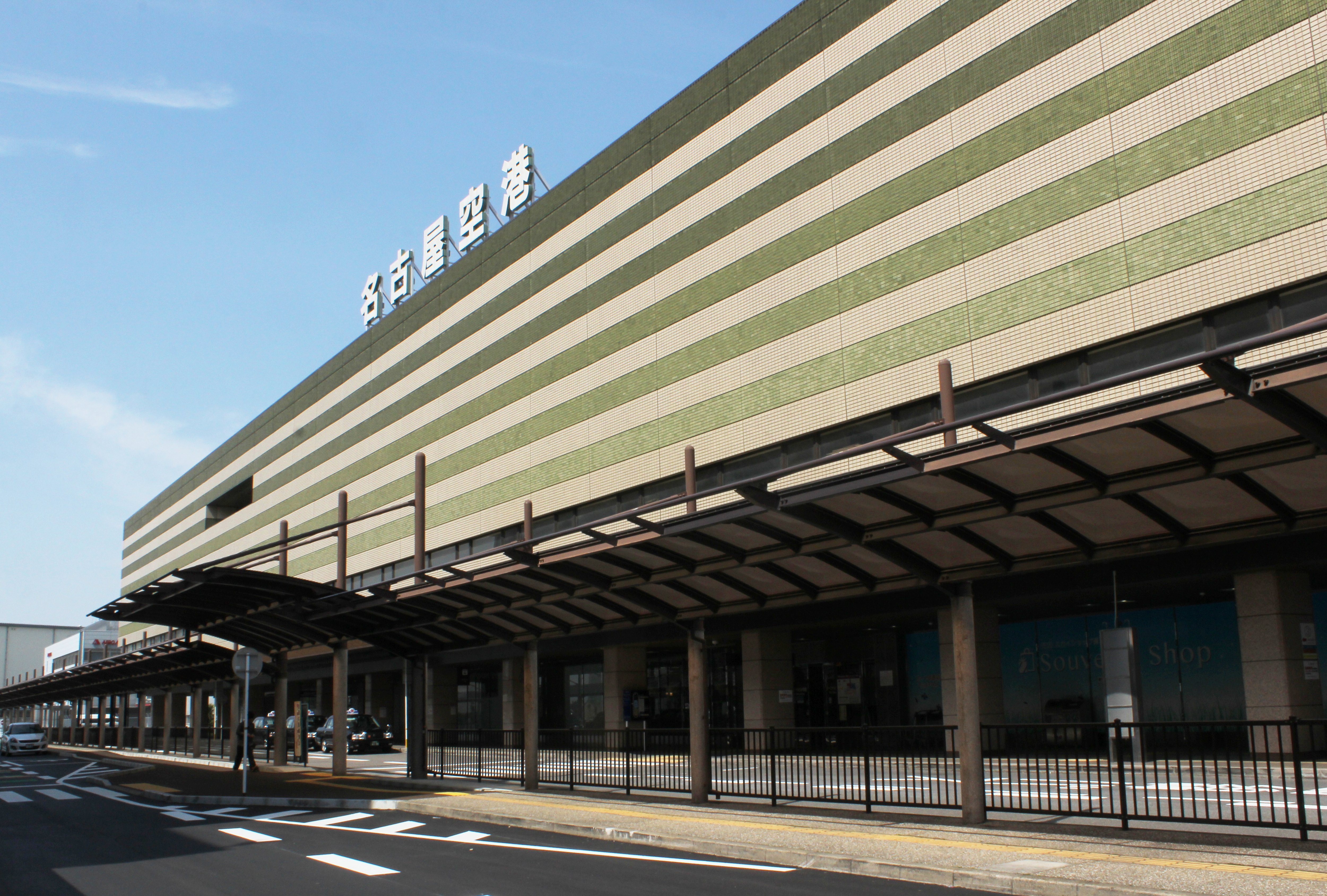
県営名古屋空港

搭乗口を含めた空港敷地の大部分は西春日井郡豊山町にある。行政区分上では西春日井郡豊山町、小牧市、春日井市、名古屋市（北区）の3市1町にまたがっている。

### 鉄道
町内に鉄道路線は存在しない。鉄道を利用する場合の最寄り駅は、名鉄犬山線 西春駅、あるいは名鉄小牧線 味美駅。

### バス
あおい交通

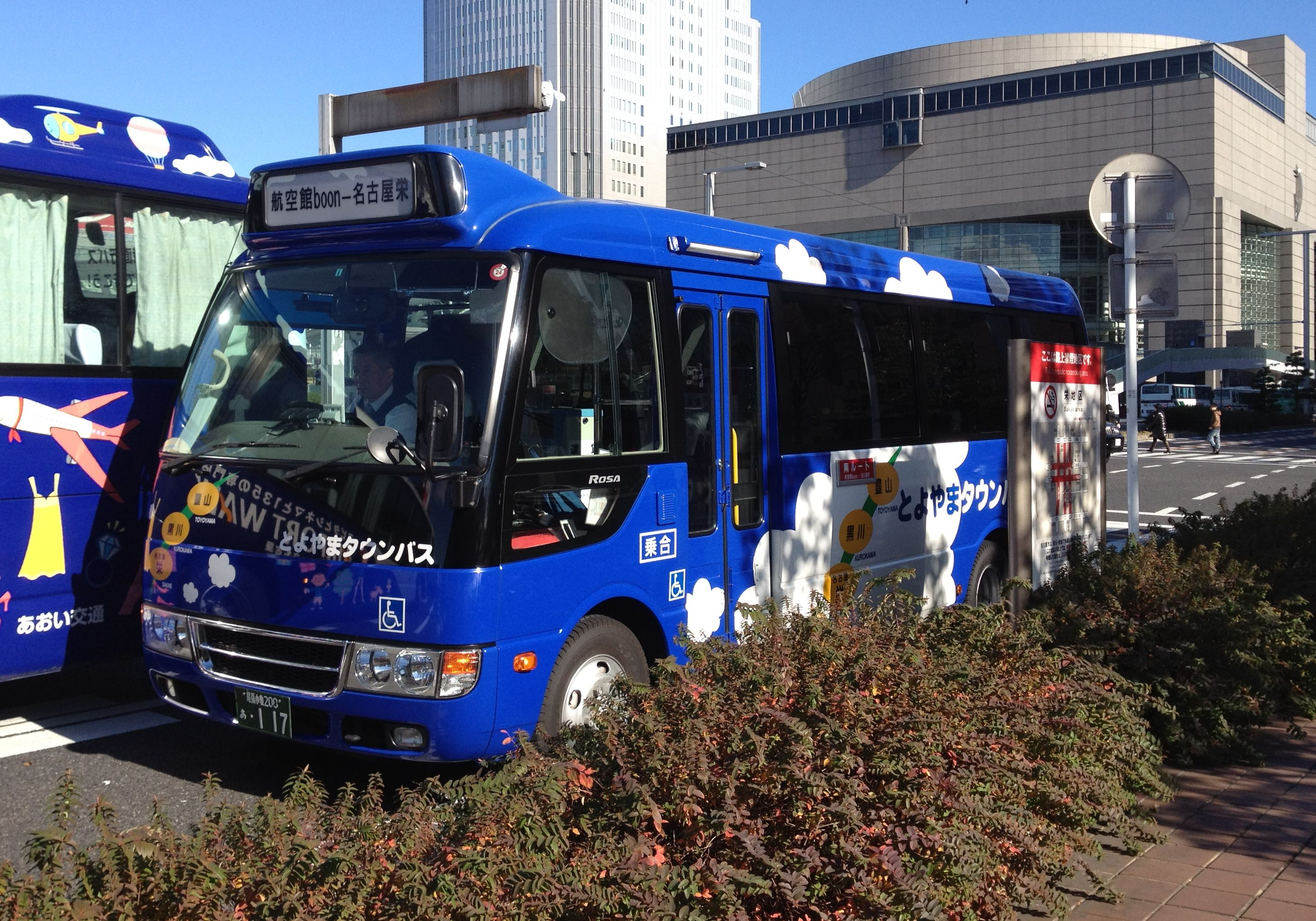
とよやまタウンバス

- とよやまタウンバス - 豊山町のコミュニティバス。2つのルートがある。
  - 北ルート：北部市場東と小牧市役所を結ぶコース。主な停留所は、小牧市民病院前、航空館boon、豊山町役場、北部市場東。
  - 南ルート：航空館boonと名古屋市内の栄を結ぶコース。主な停留所は、航空館boon、豊山町役場、愛知県庁前、名古屋栄。
- 名古屋空港直行バス - 県営名古屋空港から名古屋駅または、勝川駅まで運行される高速、路線バス。
  - 名古屋市中心部の栄と県営名古屋空港を経由し、あいち航空ミュージアムを結ぶ路線バス。

名鉄バス
- 名古屋空港バス - 県営名古屋空港と鉄道の駅とを結ぶ路線バス。
  - 名古屋市内[8]から県営名古屋空港を経由し、あいち航空ミュージアムまでを結ぶ高速バス。主な停留所は、豊山町社会教育センター。
  - 西春駅発着：主な停留所は、西春駅、北部市場北、県営名古屋空港。

名古屋市営バス
- 黒川駅発着便が町内にある「北部市場」バス停まで1区間だけ乗り入れている。

### 道路
高速道路

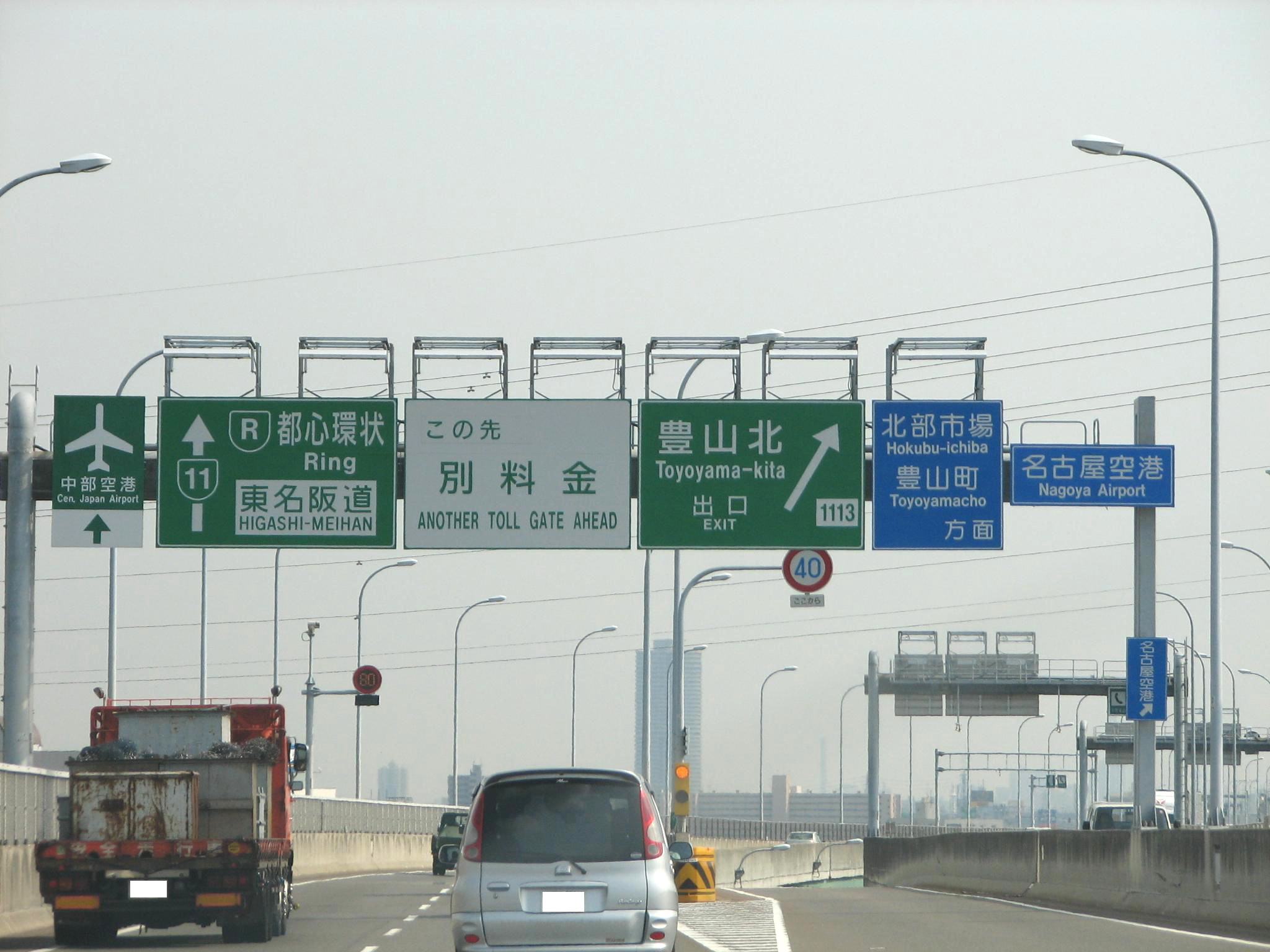
豊山北出入口

- 名古屋高速11号小牧線：豊山南出入口 - 豊山北出入口

一般国道
- 国道41号（名濃バイパス）

主要地方道
- 愛知県道62号春日井稲沢線

一般県道
- 愛知県道161号名古屋豊山稲沢線
- 愛知県道447号名古屋空港線
- 愛知県道448号名古屋空港中央線
- 愛知県道515号高速名古屋小牧線（名古屋高速11号小牧線）

## 観光

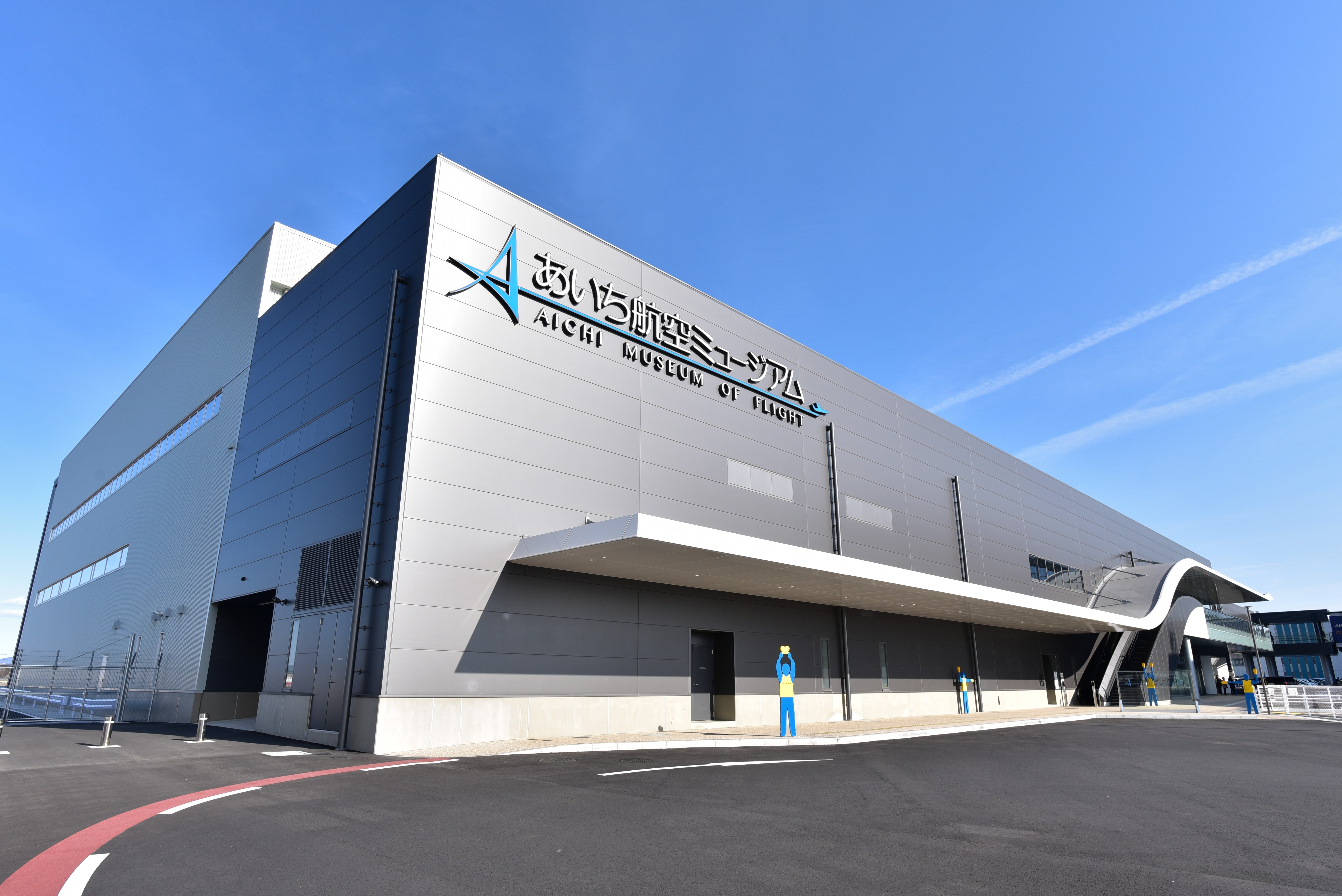
あいち航空ミュージアム

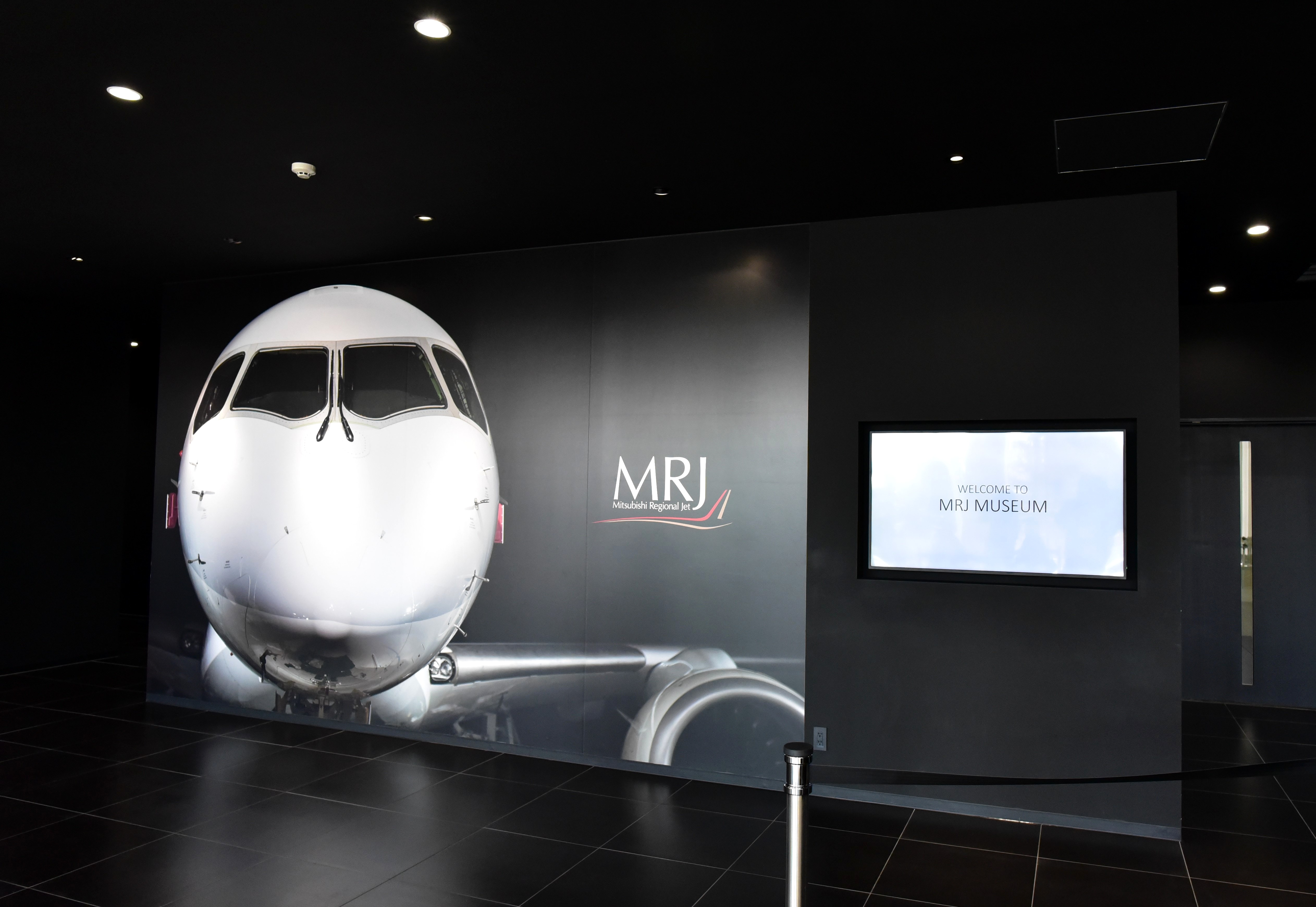
MRJミュージアム（１Fエントランス）

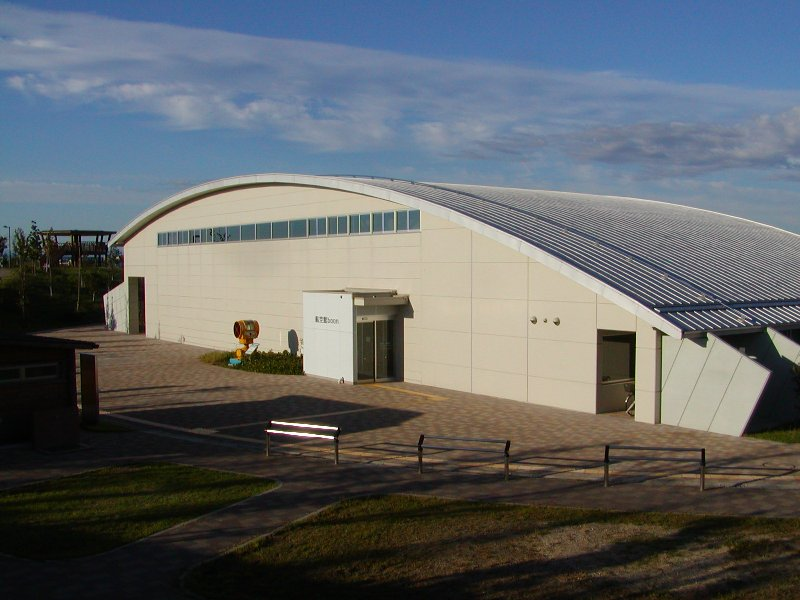
航空館boon

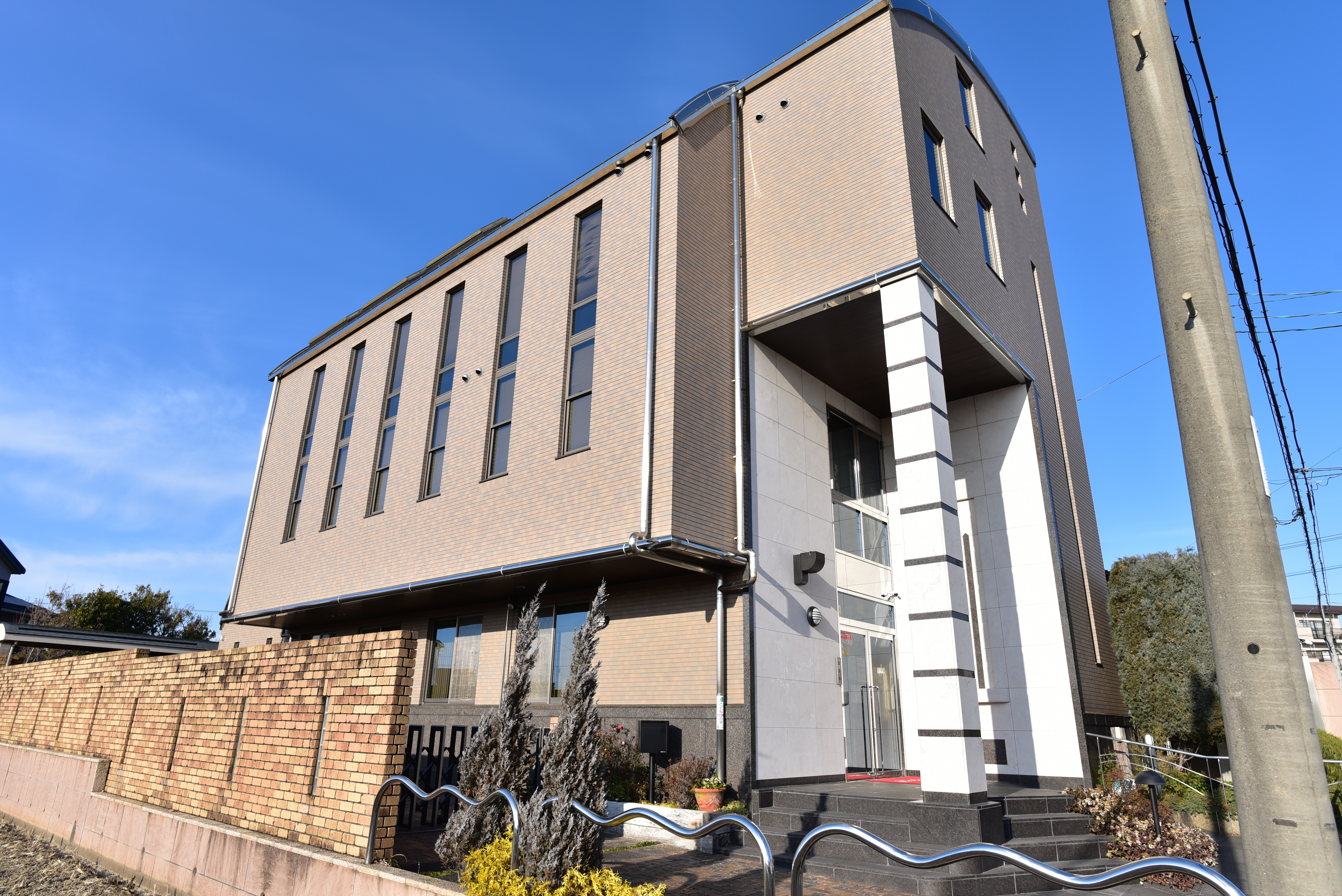
アイ・ファイン

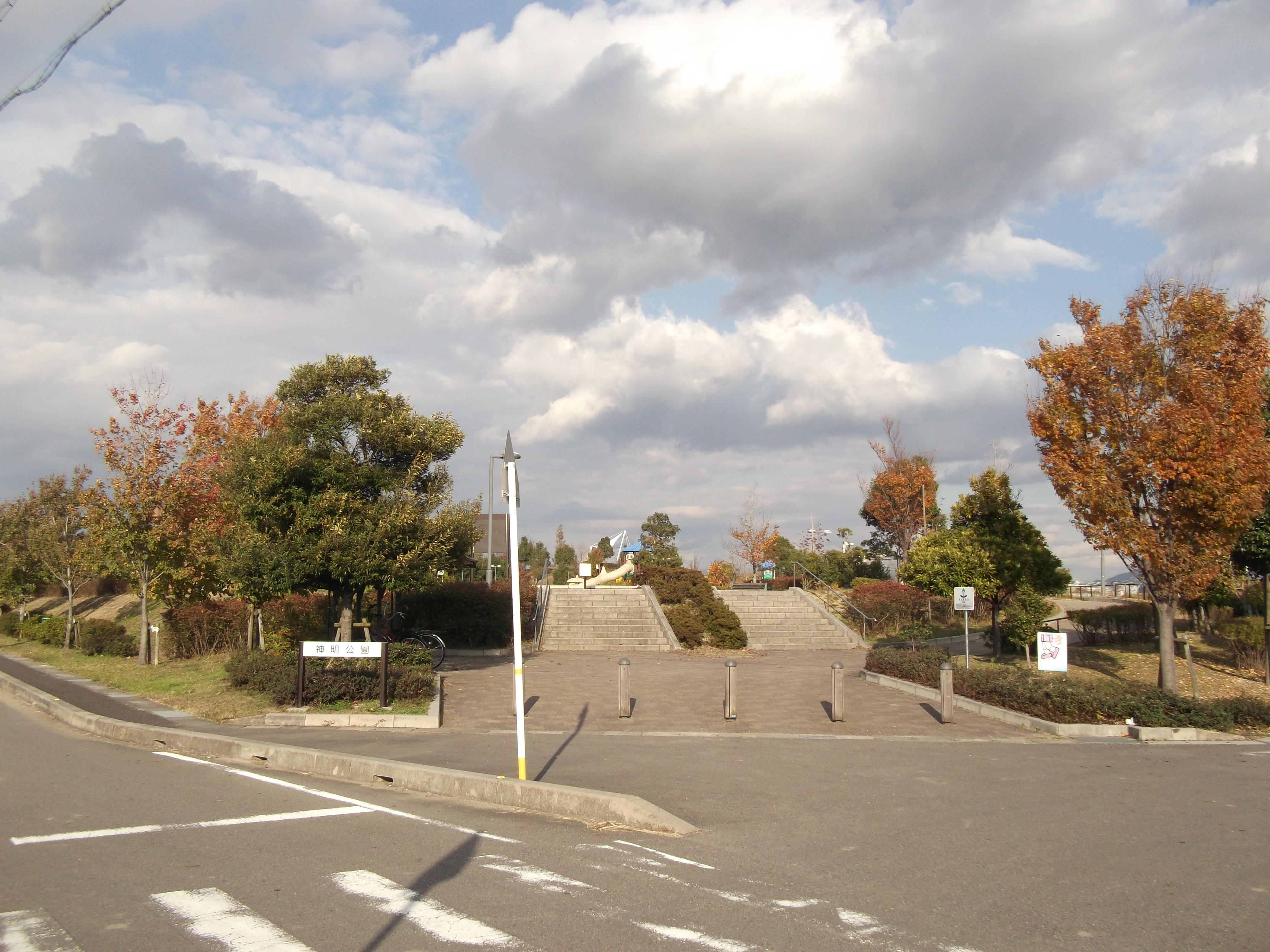
神明公園

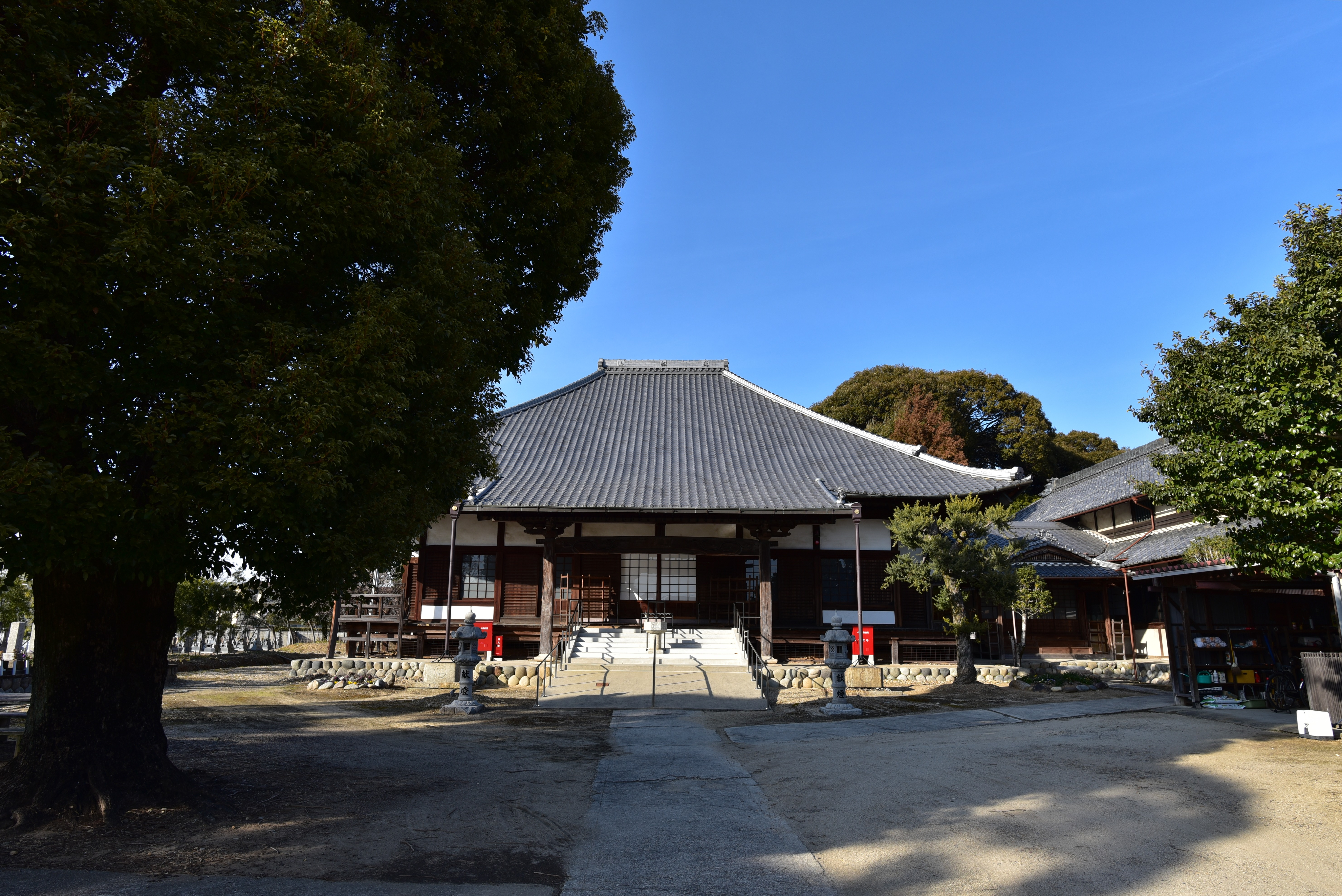
常安寺

### 名所･旧跡
主な城郭･砦
- 溝口城
- 青塚砦

主な寺院
- 常安寺 - 溝口氏の菩提寺。
- 大乗寺
- 長寿寺
- 千松寺
- 正法寺
- 観音寺
- 延命寺
- 慈徳院
- 仏徳庵

主な神社
- ハ所神社 - 織田信長が社領を寄進。尾張徳川家が庇護。
- 津島社
- 日吉神社
- 八剱神社
- 神明社
- 富士神社

### 観光スポット
文化施設
- 航空館boon（ブーン） - 航空機関連の資料館。
- あいち航空ミュージアム - 愛知県立の航空博物館。
- MRJミュージアム - MRJをテーマとした展示施設。
- アイ・ファイン - イチロー選手の記念館。
- 三菱重工業名古屋航空宇宙システム製作所史料室 - 三菱重工業の企業博物館。
- 豊山町社会教育センター

公園
- 神明公園 - 別称：「飛行機公園」と言われる。
- 豊山スカイプール
- 豊山グランド

## 出身著名人

### 政治家
- 水野義則（元尾張旭市長）

### スポーツ選手
- イチロー（元プロ野球選手）
- 立野和明（プロ野球選手）
- 本間多恵 （女優、女子プロレスラー）

### 芸能・メディア
- ビッケブランカ（シンガーソングライター、ピアニスト）
- 河村さやか（気象キャスター）[9]
- 山田樹奈（元アイドル、元SKE48）